# Abbazia di Santa Maria (Follina)
L'abbazia di Santa Maria, detta anche di Sanavalle (Sanavallis), era un monastero cistercense, ora sede della parrocchia di Follina, in provincia di Treviso. Ha il titolo di basilica minore.

## Storia
La prima menzione dell'abbazia si trovava in un documento del 1127, attestante la vendita di tre campi da parte dell'abate Bernardo di Follina a un tale Arpone. La pergamena è stata trascritta nel XVII secolo e la copia è oggi conservata presso la Biblioteca comunale di Treviso.
Un complesso monastico esisteva dunque ben prima dell'arrivo dei cistercensi, nella metà del XII secolo. Si trattava molto probabilmente di un monastero di benedettini dipendenti da San Fermo di Verona, in cui si venerava un'antica statua della Madonna.
Non è chiaro quando e come avvenne il passaggio all'ordine cistercense. Alcune fonti affermano che i benedettini cambiarono regola monastica, ma secondo altre, più verosimili, furono sostituiti da una nuova comunità. Conseguentemente cominciò a indebolirsi il legame con l'abbazia veronese: significativo è un documento del 1217, in cui papa Onorio III risolse a favore di Follina una lite con San Fermo, dovuta al fatto che la prima rifiutava un pagamento alla seconda, rivendicando la propria indipendenza da più di quarant'anni.
La tradizionale data di fondazione, l'anno 1146, non è di fatto supportata da fonti storiche. Gli stessi Annales Camaldulenses affermano che è impossibile determinarne le origini, concludendo che verso la metà del XII secolo l'abbazia benedettina di Follina divenne cistercense. Sembra plausibile che la comunità fosse stata chiamata da Sofia di Colfosco, moglie di Guecellone II da Camino, che in effetti nel 1170 stilò un testamento con cui faceva ricche donazioni al monastero.
Di certo Follina fu a lungo legata alle abbazie di Chiaravalle e di Cîteaux, i più importanti centri cistercensi rispettivamente d'Italia e d'Europa.
Col tempo l'abbazia si arricchì di altre donazioni, raggiungendo l'apice dello splendore nel XIII secolo. Nel 1124 Gabriele da Camino lasciava il castello di Cison e il castello di Soligo; nel 1229 papa Gregorio IX gli sottometteva l'Ospedale di Santa Maria di Piave e poi il monastero di Santa Margherita di Torcello; nel 1324 si aggiunse il monastero dei Santi Gervasio e Protasio di Belluno. Al contempo il complesso si ampliava: nel 1268 venne edificato il chiostro, mentre tra il 1305 e il 1335 fu realizzata la chiesa.

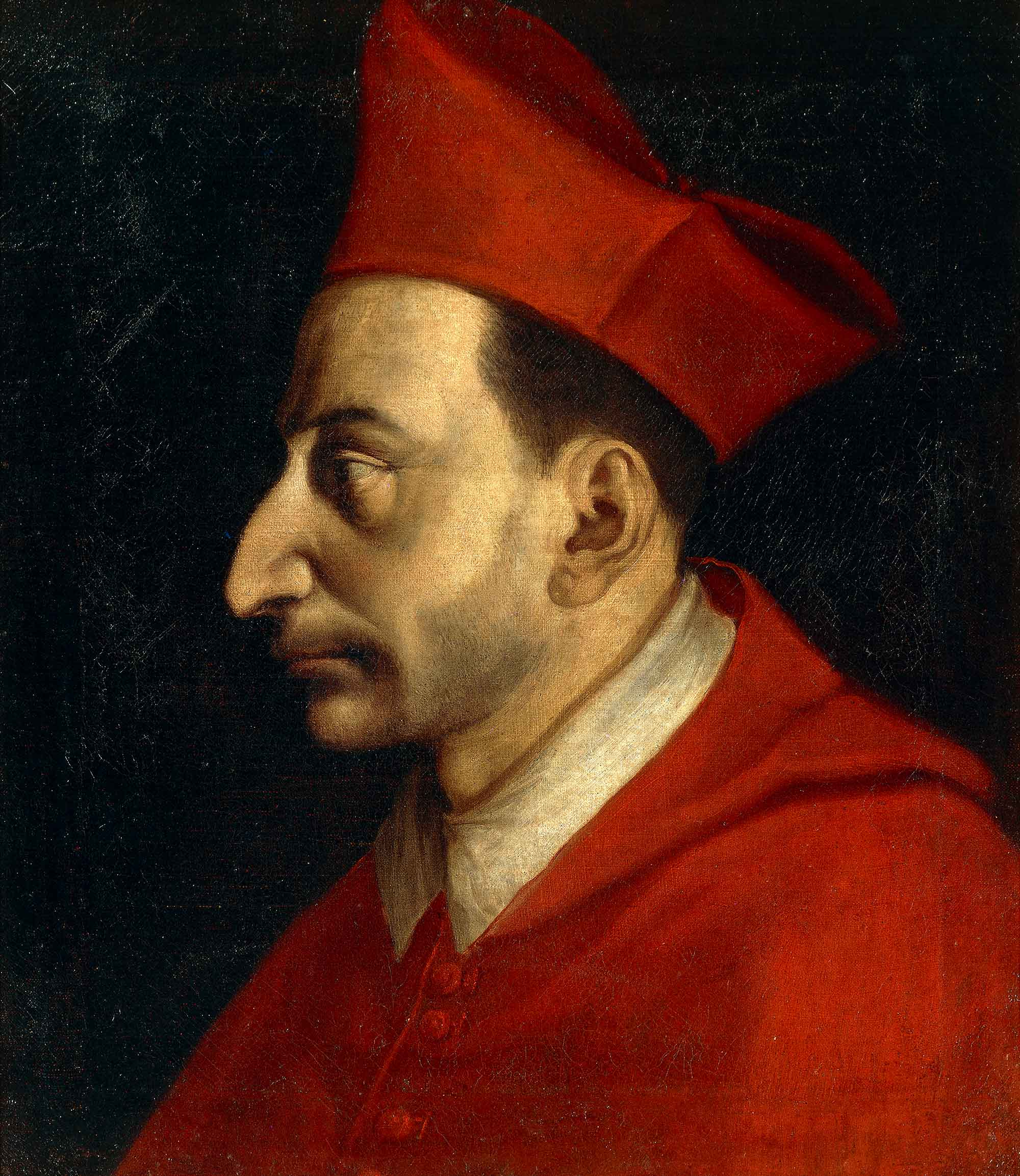
Carlo Borromeo

A partire dal 1388 l'abbazia passò alla Serenissima. Durante la sua politica di espansione, Venezia si scontrò più volte con gli Sforza, i Visconti e con il Regno di Francia, nei cui territori si trovavano Chiaravalle e Cîteaux, dalle quali Follina dipendeva. Vedendo quindi con diffidenza l'istituzione monastica, nel 1448 il governo ne chiese a papa Niccolò V la soppressione.
L'abbazia fu così ridotta a commenda. Tra gli abati commendatari sono da ricordare alcuni personaggi illustri, quali Pietro Barbo, futuro papa Paolo II, e Carlo Borromeo, che affidò l'amministrazione dei beni prima ai domenicani, quindi ai benedettini. Nel 1573 la commenda passò a Tolomeo Gallio, il quale l'affidò ai camaldolesi. Questi ultimi vi s'insediarono stabilmente nel 1739, ma nel 1771 la Repubblica di Venezia sopprimeva il monastero, trasferendone i beni a San Michele di Murano e trasformando la chiesa in curazia. Gli edifici del complesso, ad eccezione della chiesa e della sacrestia, furono venduti a privati, cosa che provocò gravi deturpazioni architettoniche.

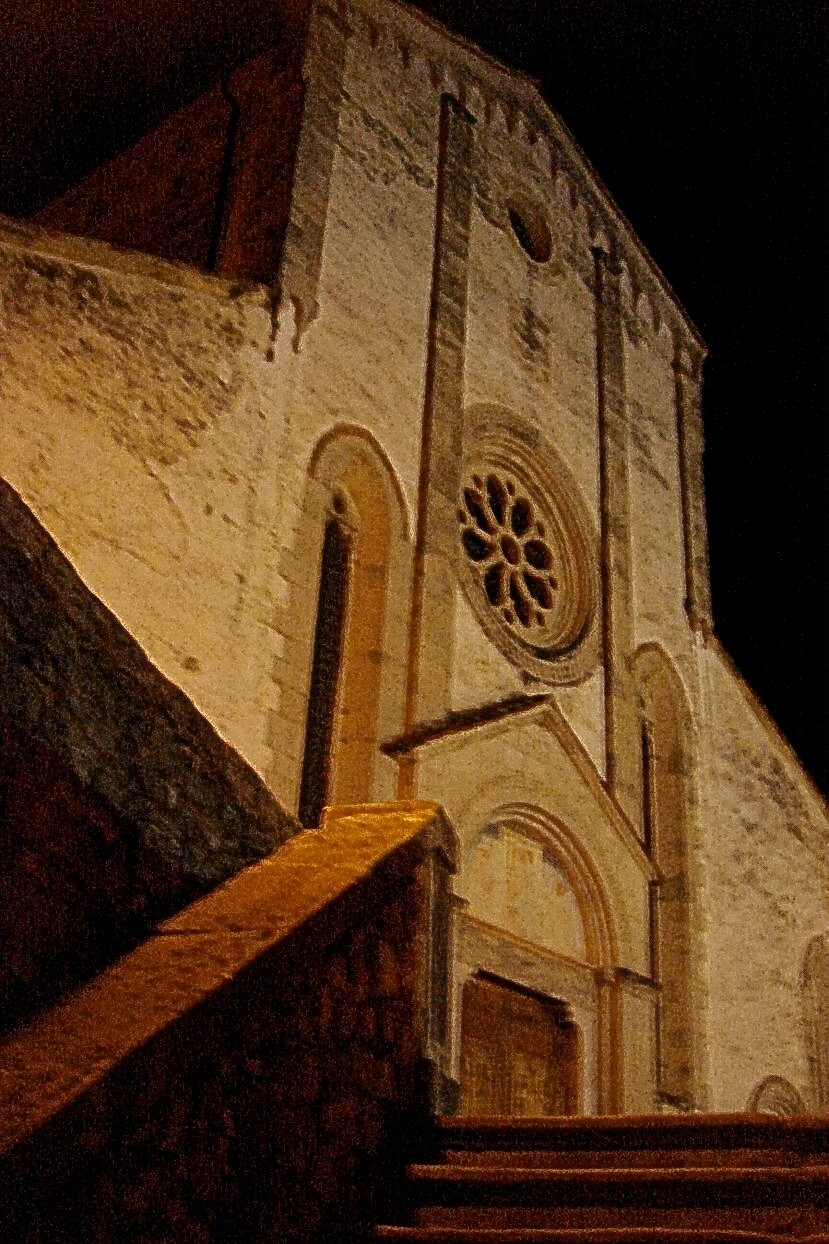
La Basilica di sera

Dal 1807, dopo le soppressioni napoleoniche, i beni furono custoditi da don Bonifacio Baseggio, già monaco camaldolese di San Michele. La chiesa, lasciata da quest'ultimo al comune di Follina nel 1819, fu eretta a parrocchia l'anno successivo dal vescovo di Ceneda Giovanni Benedetto Falier, altro camaldolese di Murano.
Nel 1834 il monastero fu ceduto alla parrocchia dai conti Gera di Conegliano.
Dal 1915 vi risiedono i Servi di Maria. Durante la grande guerra la chiesa subì gravi danni ai quali si sopperì con i restauri cominciati nel 1919.
Nel 1921 il cardinale Pietro La Fontaine incoronò la statua della Madonna, mentre papa Benedetto XV dichiarava la chiesa basilica minore.
Nel 2015 la comunità di Follina ha celebrato la presenza centenaria dei Servi di Maria e, con la traslazione dei resti mortali di padre Anacleto Milani all'interno della basilica, ha ricordato la sua opera come primo parroco Servo di Maria e come sindaco durante l'occupazione austro-ungarica della prima guerra mondiale.
Il 12 maggio 2018 l'abbazia ha celebrato i 750 anni dall'edificazione del chiostro con l'evento Dante a Follina: l'ensemble Odhecaton ha eseguito la prima del Canto XXXIII del Paradiso, composto da Mirco De Stefani.

## Architettura

### Basilica

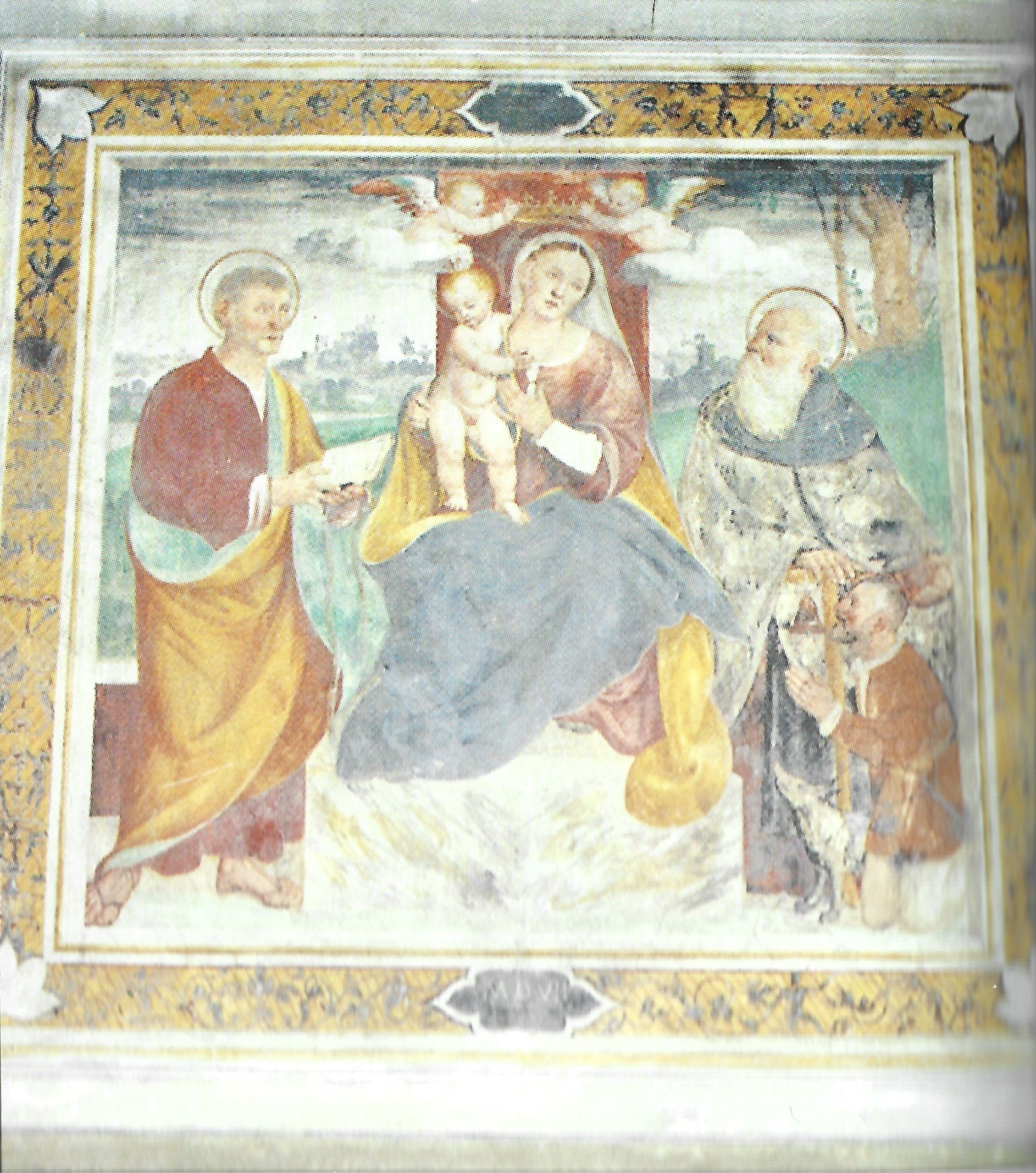
Basilica, interno, navata destra, affresco di Madonna in Trono col Bambino, due Santi e il committente, opera di Francesco da Milano (XVI secolo).

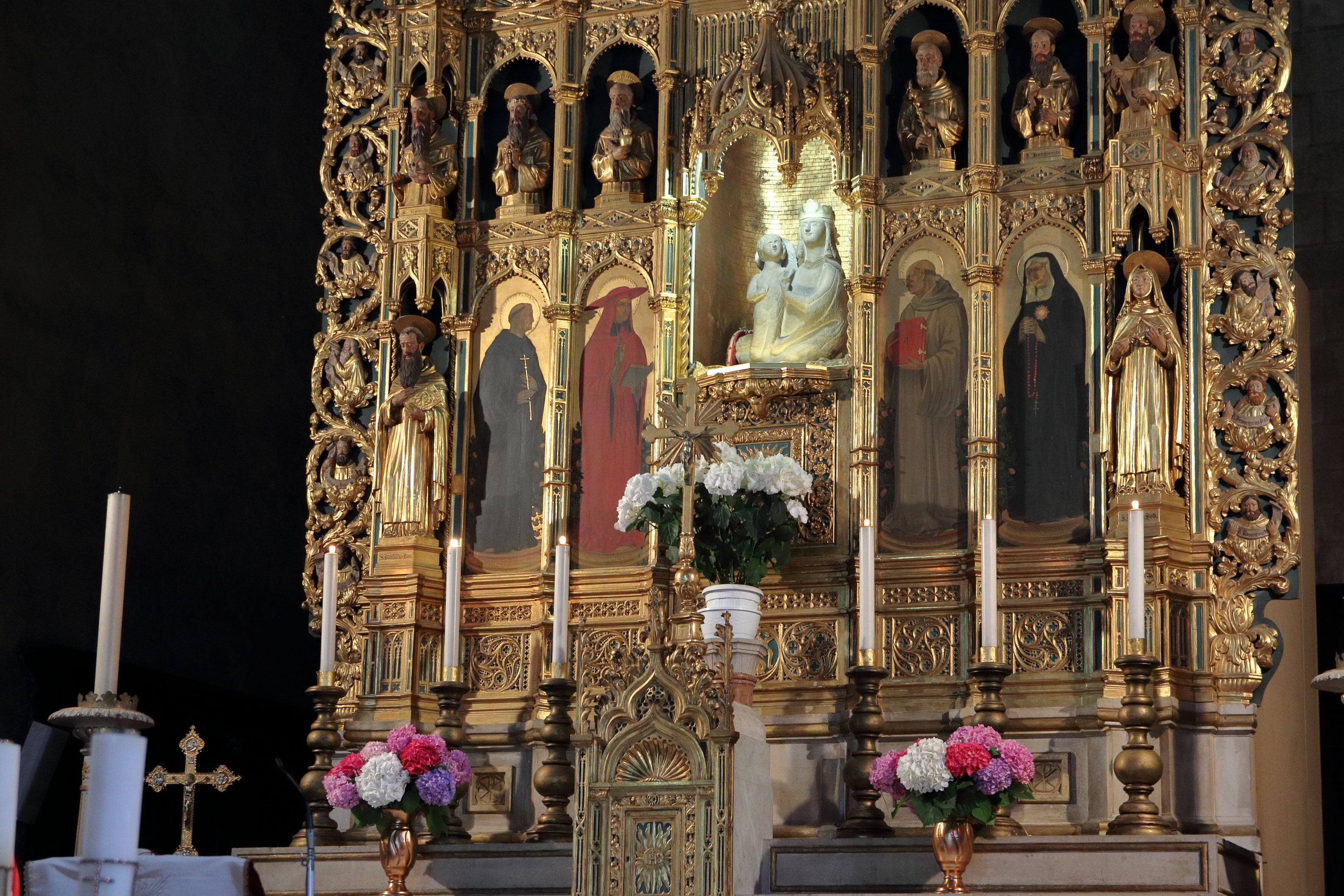
Abbazia di Santa Maria di Follina

La facciata è uno fra i migliori esempi di gotico cistercense nel Veneto.
La struttura a salienti è sottolineata da slanciate lesene e profilature in pietra grigia che risaltano sulle campiture intonacate di bianco.
I fori sono anch'essi contornati in pietra grigia con semplicissime decorazioni geometriche. Tre portali architravati, inseriti in archi a tutto sesto leggermente sporgenti, danno accesso alle navate. La luce entra attraverso quattro finestre gotiche a lancia, una in corrispondenza di ciascuna navata laterale, due più grandi in quella centrale, e due rosoni, uno, di raggio maggiore in stile gotico, l'altro, più semplice, poco sotto gli archetti pensili che concludono verso l'alto la campata centrale.
L'interno a tre navate, con copertura a capriate, è diviso in cinque campate da ampie arcate a sesto acuto poggianti su semplici colonne con capitelli a crochet. Nella navata centrale sopra ai capitelli slanciate lesene aumentano il senso di verticalità. Sul transetto si aprono tre absidi a pianta quadrata.
Semplici fasce affrescate con motivi floreali e figure evangeliche decorano l'aula. Di maggior interesse l'affresco di Francesco da Milano raffigurante una Madonna col Bambino tra due santi e committente (1527), un pregevole Crocifisso ligneo di età barocca, l'affresco dell'inizio del XV secolo, assai deteriorato, con San Tommaso d'Aquino.
La statua in arenaria della Madonna del Sacro Calice, inserita in una grande ancona lignea di stile neogotico (1921), copia dell'originale presente nella chiesa di San Zaccaria a Venezia, è da tempi immemorabili oggetto di venerazione e pellegrinaggio perché ritenuta miracolosa.
La torre campanaria, a pianta quadrata di stile romanico, il più antico manufatto del complesso architettonico dell'abbazia, si eleva all'incrocio della navata centrale con il transetto di destra.

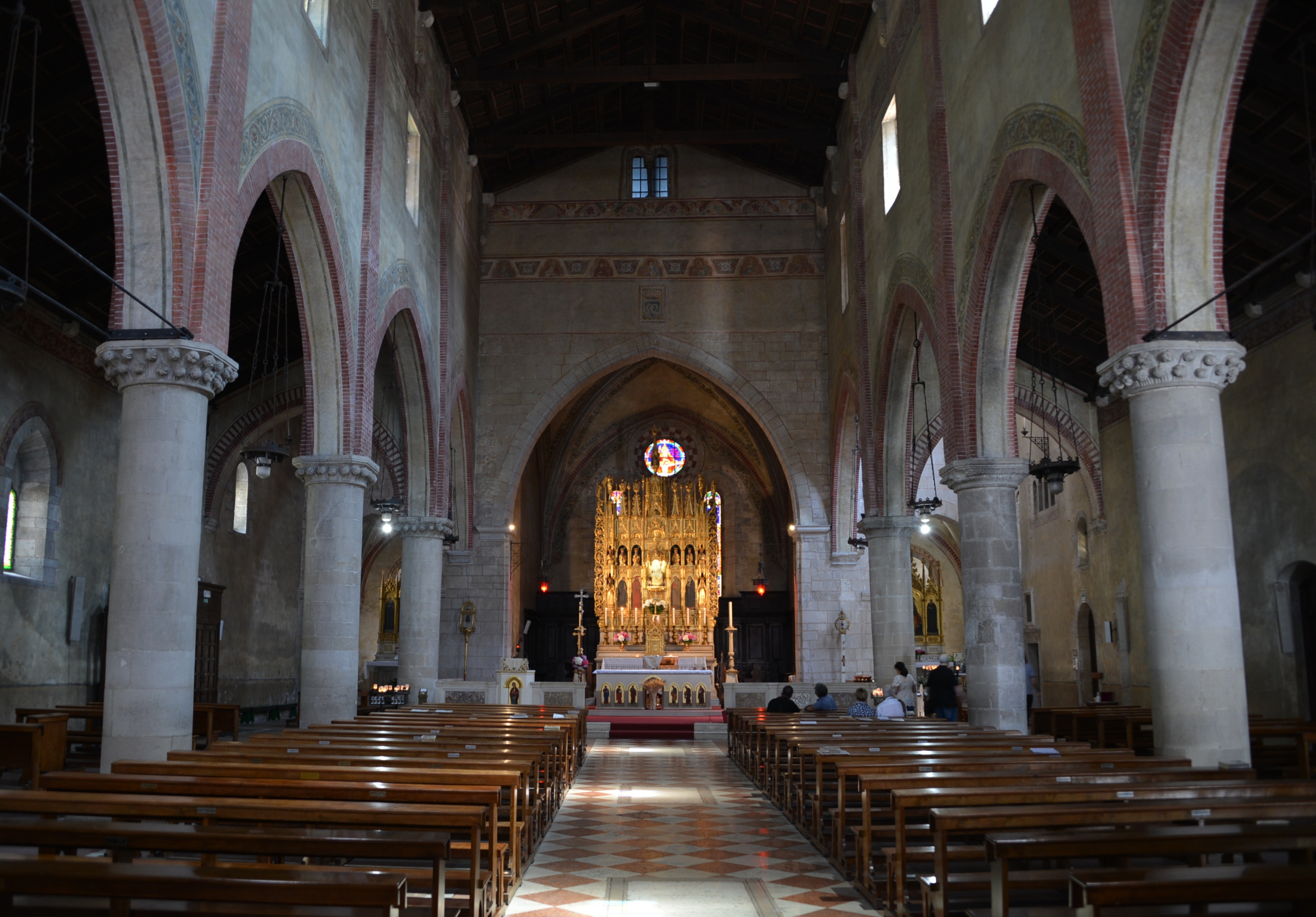
L'interno della Basilica abbaziale
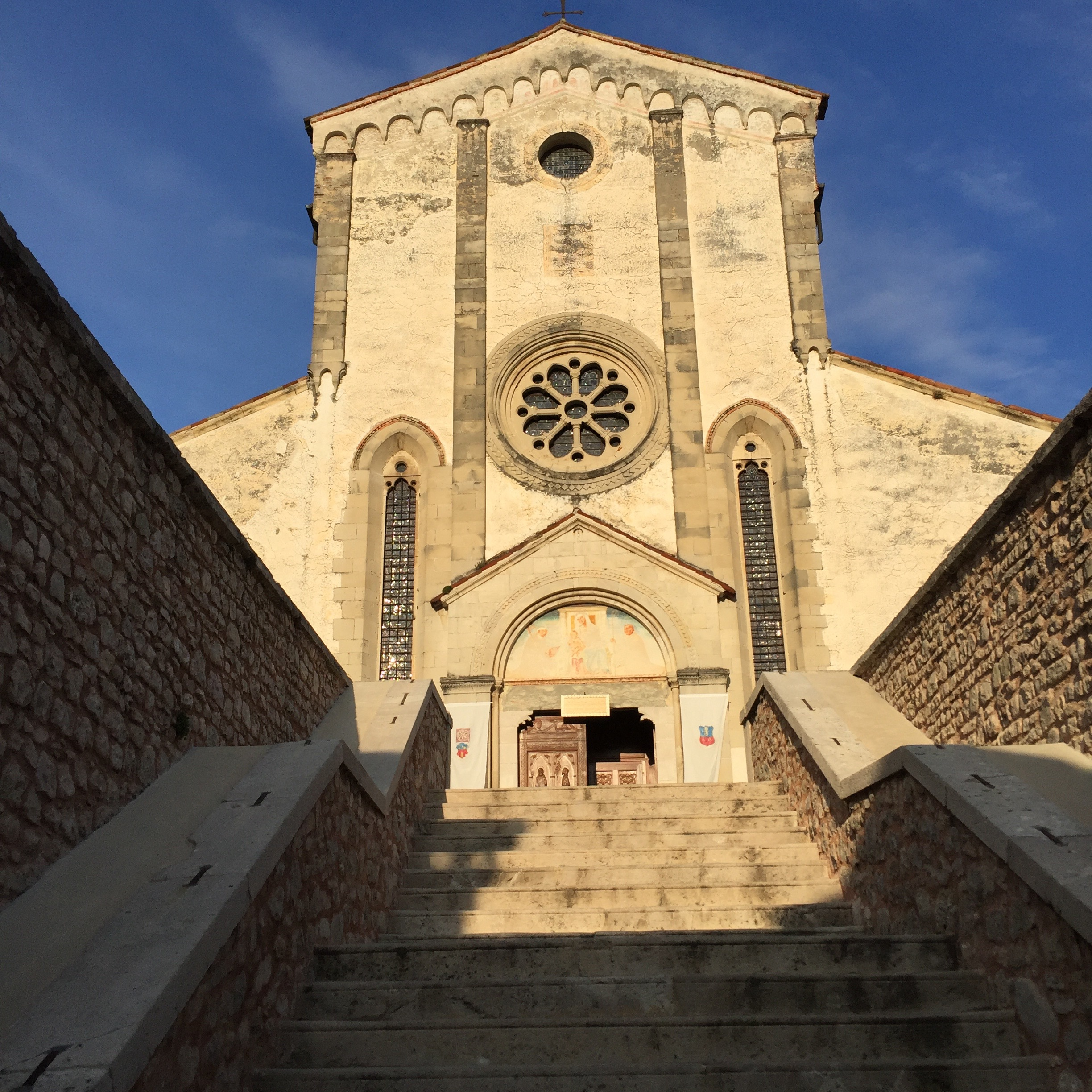
La facciata della Basilica
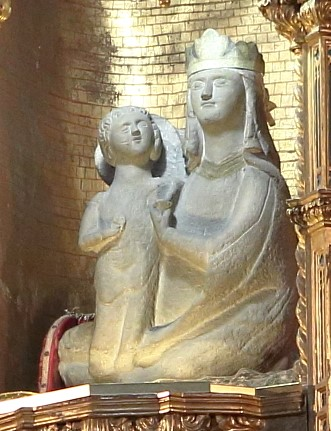
La statua della Madonna del Sacro Calice
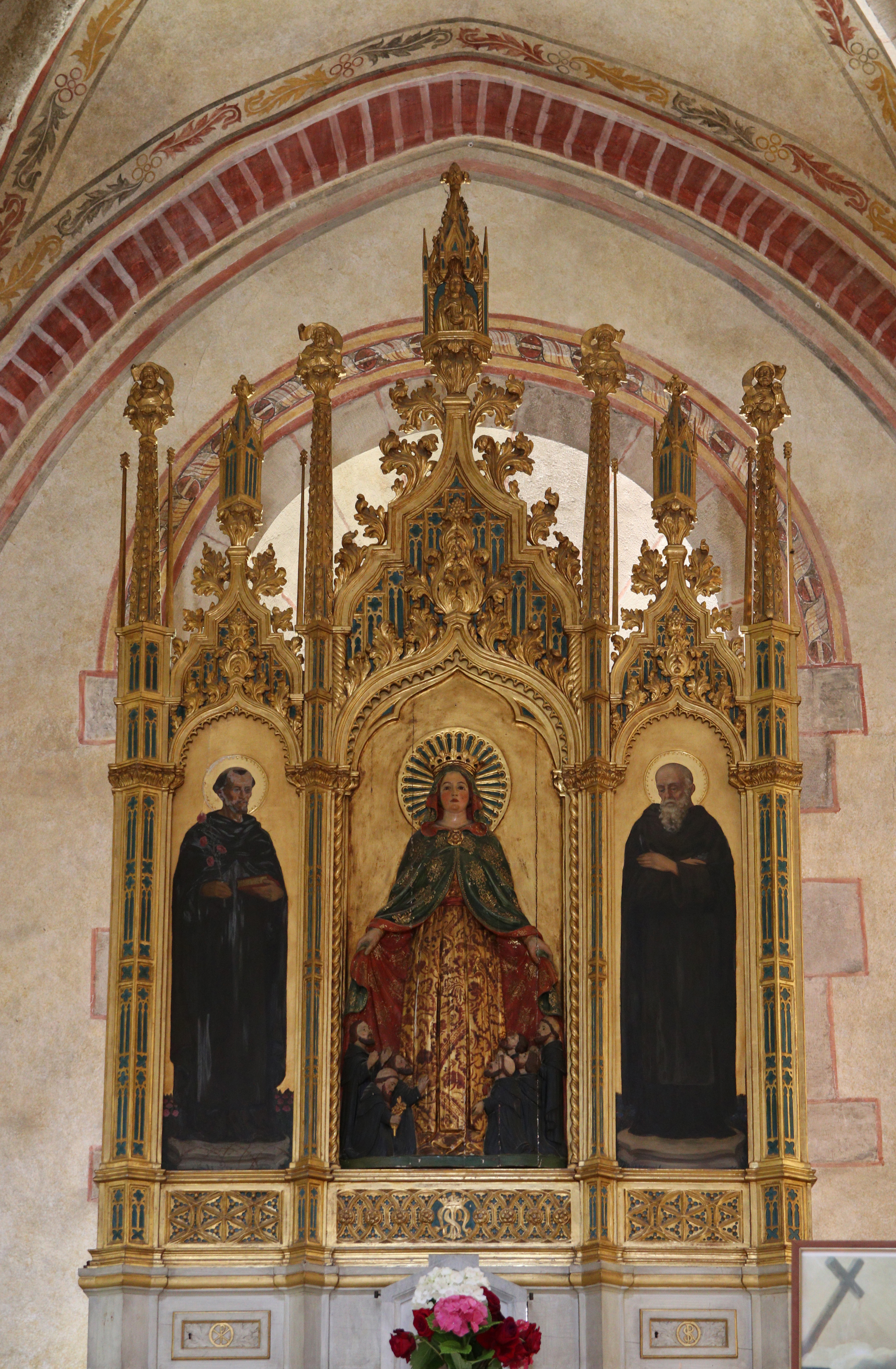
Trittico con Madonna e santi

### Chiostro

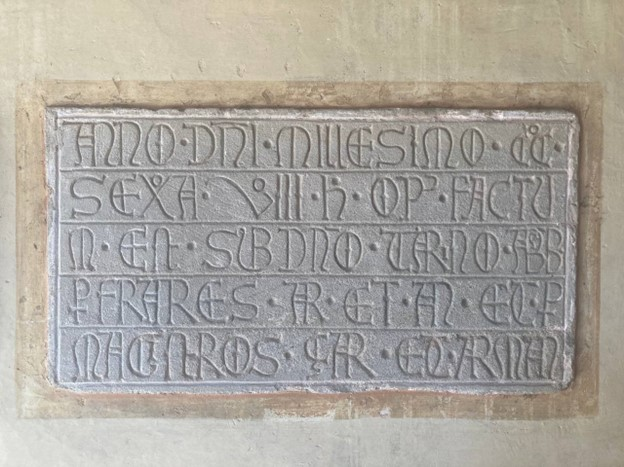
Epigrafe gotica commemorante la costruzione del chiostro abbaziale."Nell’anno del signore 1268 questa opera fu fatta sotto il signor Tarino abate dai frati Arnoldo e Andrea e dai maestri Zardino e Armano".

Una lapide riporta, in eleganti caratteri gotici, la data e i nomi dei costruttori del chiostro (i monaci Arnaldo e Andrea e i magistros - capimastri - Zardino e Armano) sul quale si affacciano gli ambienti più importanti dell'abbazia: Sala del Capitolo, Refettorio, Biblioteca, Parlatorio. Al centro la tradizionale fontana con vasca monolitica.
Le arcatelle sono sostenute da colonnine singole, ofitiche, binarie e, agli angoli, a fasci di quattro. Differenti sono sia i fusti (tortili, liscati, lisci, ondulati, papiriformi o con decorazione a fiore di loto) che i capitelli (ora geometrici, ora naturalistici, ora simbolici).
Architettonicamente interessante è anche il cosiddetto Chiostrino dell'Abate, un'ala porticata con le due facciate interamente percorse da una loggetta ad archi su colonnine (1535).

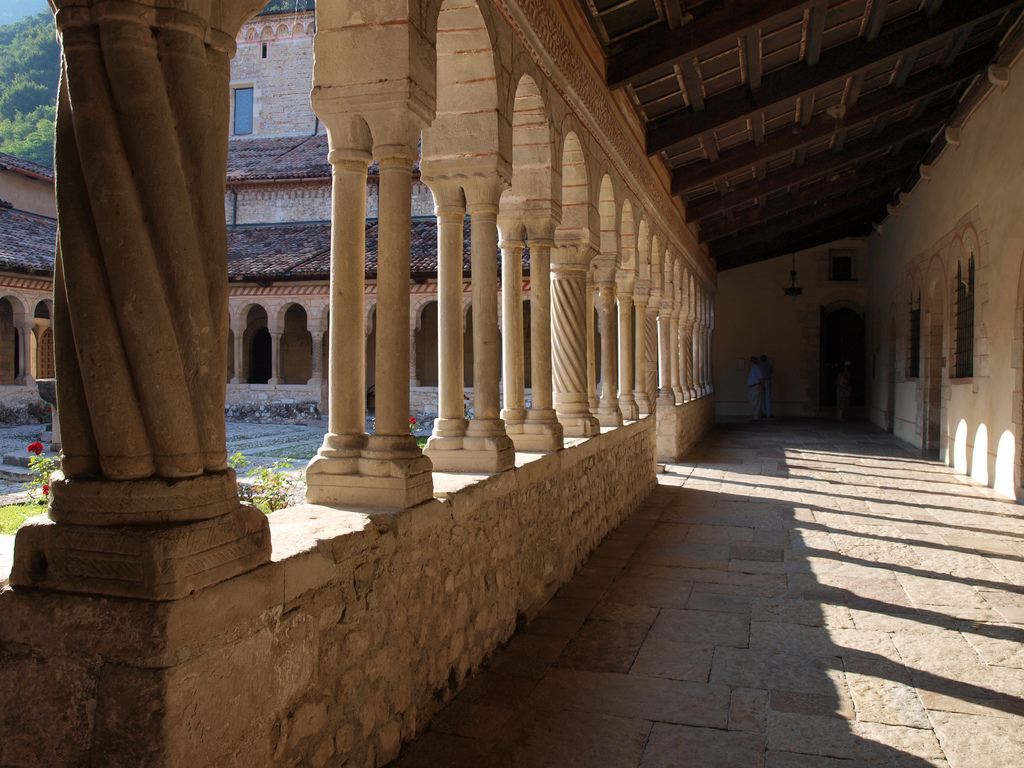
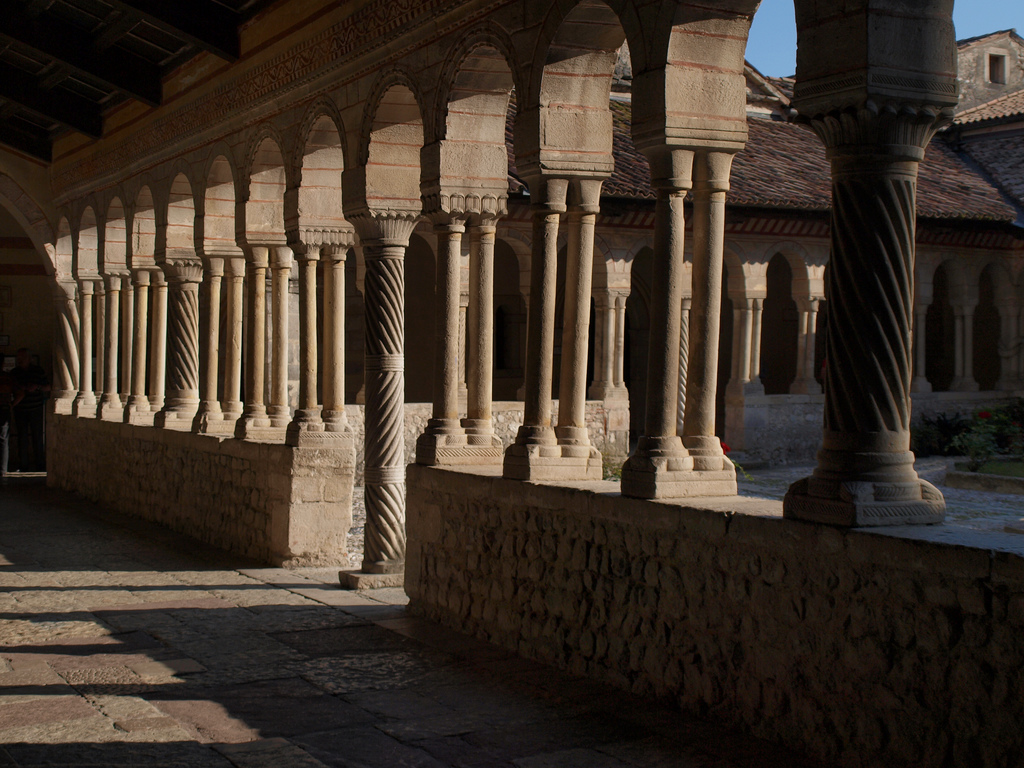
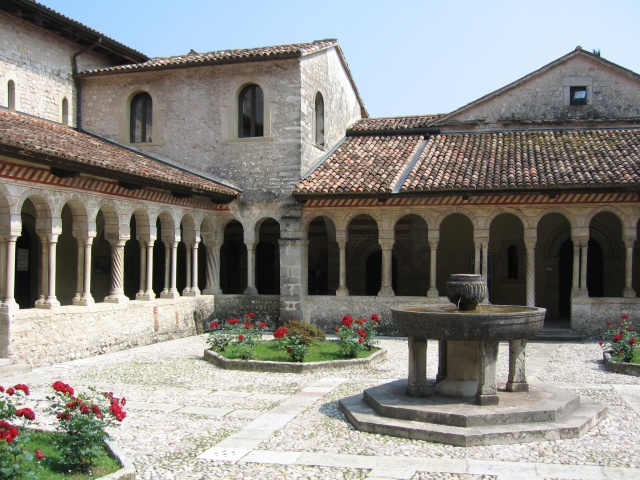